# Royal Irish Constabulary

Insígnia da RIC.

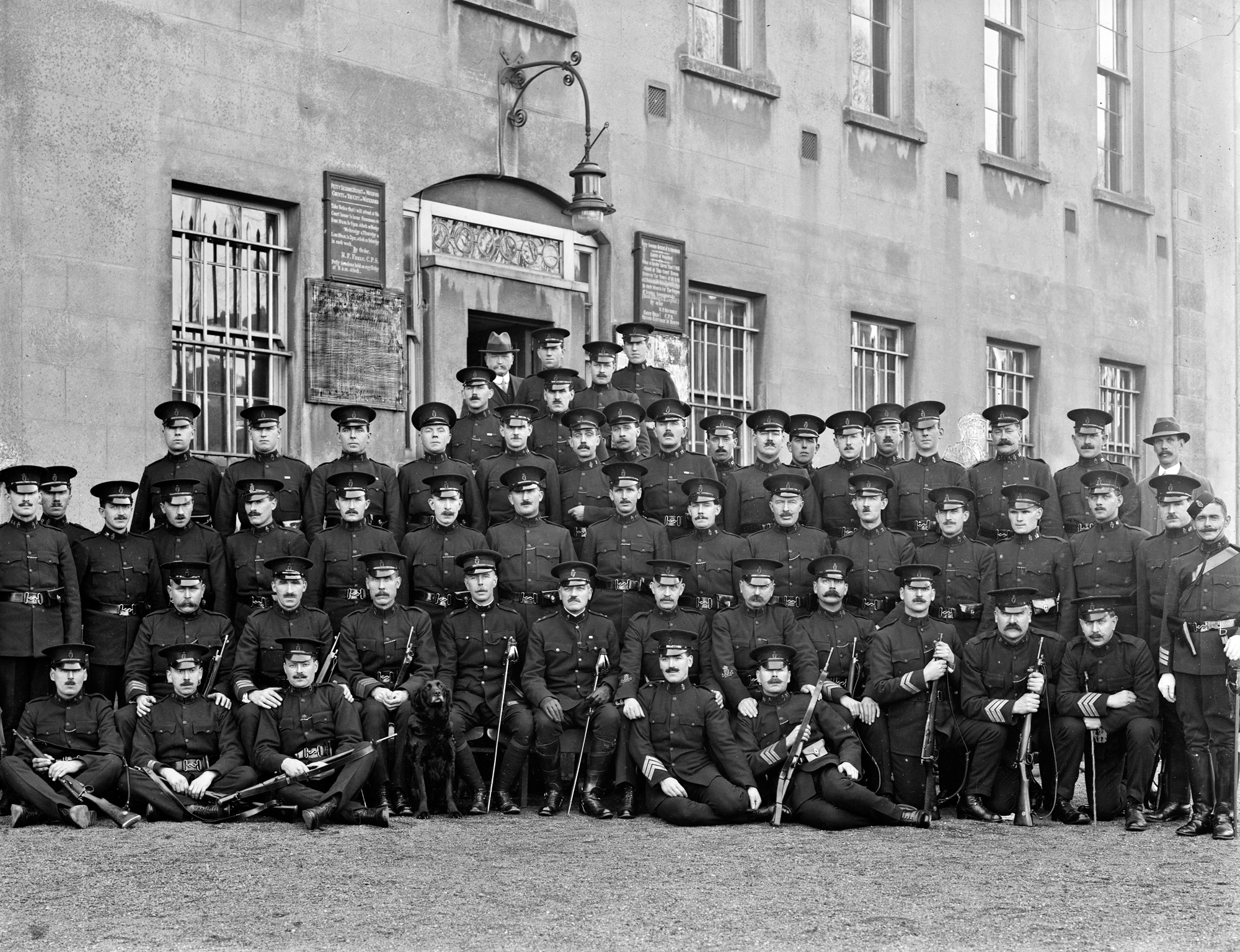
Oficiais inspetores da RIC, em 1917.

A Royal Irish Constabulary (abreviado RIC; ou em português: Real Polícia Irlandesa) foi a principal força policial irlandesa entre os anos de 1822 e 1922, quando o país ainda era parte do Reino Unido. Uma força policial civil separada, a desarmada Polícia Metropolitana de Dublin controlava a capital e as cidades de Derry e Belfast, que originalmente tinham sua própria força policial, mas mais tarde passaram a ser subdivisões da RIC. Cerca de 75% da RIC era formada por católicos romanos e os outros 25% eram de várias denominações protestantes, o que era similar à demografia da Irlanda. O sucesso do sistema policial da RIC foi influenciada pela Real Polícia Montada canadense, da Polícia de Vitória na Austrália e da Royal Newfoundland Constabulary de Terra Nova. A RIC foi extinguida em 1922 e substituída pela Guarda Siochána no sul e pela Royal Ulster Constabulary no norte.
Durante a Guerra pela Independência da Irlanda, a RIC foi um dos alvos principais dos rebeldes do IRA (o Exército Republicano Irlandês) devido à polícia real ser uma das mais importantes fontes de informações e espionagem para o Reino Unido.